# Acta Diurna
Acta Diurna (Acta Diurna Populi Romani łac. „Dziennik Narodu Rzymskiego”) – rodzaj urzędowego informatora, założony przez Juliusza Cezara po objęciu konsulatu w 59 p.n.e.
W 65 roku Publiusz Klodiusz Trazea Petus oskarżony o udział w spisku Pizona oświadczyć miał Diurna Populi Romani per provincias, per exercitus curatius leguntur, ut noscatur quid Thrasea non fecerit („Dziennik Narodu Rzymskiego czytuje się po prowincjach i wśród wojsk, aby się o tym dowiedzieć, czego Trazea nie uczynił”).
Historia Augusta wzmiankuje Acta kilkakrotnie. Ostatnia wzmianka dotyczy czasów Probusa.
Acta Diurna były prototypem dzisiejszej gazety.